# Armoriale di San Giorgio
Un armoriale, in araldica, è una raccolta di armi o stemmi. Questa voce raccoglie stemmi in cui compare san Giorgio. È uno dei santi più rappresentati negli stemmi, particolarmente nell'araldica civica.
|  | Arma di cavalleria (Arma dell'Esercito Italiano) D'argento bordato d'azzurro, alla figura di San Giorgio col nodo d'amore in punta; il tutto in petto all'aquila Sabauda coronata. Motto: VT. VELOCIUS. VT. VEHEMENTIVS |
|  | Almissa (comune della Croazia) |
|  | Altenmellrich (città della Germania) |
|  | Bad Staffelstein (comune della Germania, in Baviera) |
|  | Băilești (comune della Romania) |
|  | Bamberga (città extracircondariale della Germania, in Baviera) |
|  | Belovár-Kőrös (ex comitato del Regno d'Ungheria) |
|  | Bene Vagienna (comune della Provincia di Cuneo, in Piemonte, Italia) |
|  | Bettmaringen (comune della Germania) |
|  | Bjelovar e Bilogora (regione della Croazia) Semipartito troncato: il primo, d'azzurro, al San Giorgio a cavallo rivoltato che trafigge il drago, il tutto al naturale; il secondo, di rosso, alla croce in decusse scorciata e pomata d'argento; il terzo scaccato di rosso e d'argento di cinque file e sei tiri |
|  | Botoșani (comune della Romania) |
|  | Bronnicy (comune della Federazione Russa, 1883) |
|  | Bronnicy (comune della Federazione Russa, 1991) |
|  | Bronnicy (comune della Federazione Russa) |
|  | Brzeg Dolny (comune della Polonia) |
|  | Bürgel (città della Germania, in Turingia) |
|  | Cabiate (comune della Provincia di Como, in Lombardia, Italia) D'azzurro, al San Giorgio armato di argento, su cavallo baio e rivolto che colpisce con la spada nelle fauci fiammeggianti il drago, il tutto al naturale. Ornamenti esteriori da Comune. |
|  | Caldas de São Jorge (quartiere di Santa Maria da Feira, comune del Portogallo) |
|  | Caselette (comune della Città metropolitana di Torino, in Piemonte, Italia) D'argento, al San Giorgio armato di tutto punto, d'oro, visto in profilo, il viso di carnagione, l'elmo piumato di azzurro, il Santo cavalcante il cavallo baio al naturale, con le zampe anteriori calpestanti il drago di due zampe, di verde, allumato di rosso, posto in punta e in fascia, rovesciato sul dorso, con la testa alzata e rivoltata, vomitante fiamme dello stesso; il Santo tenente con entrambe le mani la lancia di azzurro posta in sbarra e conficcata nelle fauci del drago; il tutto sotto il capo di rosso, caricato dalla croce d'argento. Ornamenti esteriori da Comune. |
|  | Castel San Giorgio (comune della Provincia di Salerno, in Campania, Italia) Troncato di azzurro e di rosso, alla effigie di San Giorgio, il viso di carnagione, armato di tutto punto di acciaio al naturale, sul fianco la spada di argento, l'elmo ornato dal pennacchio di rosso, ammantellato dello stesso, cavalcante il cavallo inalberato, di argento, sellato di rosso, i finimenti di nero, Santo e cavallo posti a destra e attraversanti, il Santo afferrante con la mano destra la lancia di nero, posta in sbarra alzata, in atto di colpire le fauci fiammeggianti di rosso del drago di quattro zampe di verde, con la testa alzata in sbarra, con la coda desinente nel canton sinistro della punta; il tutto accompagnato nell'azzurro a sinistra dal castello d'oro, murato di nero, merlato alla guelfa, la torre di cinque, il corpo del castello di otto, chiuso di nero, finestrato di due, dello stesso, una nella torre, l'altra sopra la porta, esso castello sostenuto dalla linea di partizione. Ornamenti esteriori da Comune. |
|  | Černogolovka (comune della Federazione Russa, 1993) |
|  | Černogolovka (comune della Federazione Russa, 2001) |
|  | Dalheim (comune della Germania) (DE) In Blau der heilige Georg, in silberner Rüstung, auf einem roten Drachen stehend und ihn mit einer goldenen Lanze durchbohrend. |
|  | Dmitrov (comune della Federazione Russa) |
|  | Domodedovo (comune della Federazione Russa) |
|  | Eisenach (città extracircondariale della Germania, in Turingia) Di azzurro, alla figura di san Giorgio, con cotta di maglia e mantello d'argento, la mano destra sostenente una lancia dello stesso, con una bandiera anch'essa d'argento alla croce di rosso, la mano sinistra reggente un ramo di palma d'oro e uno scudo triangolare d'argento, caricato di una croce patente di rosso. Il Santo addestrato da una croce patente d'argento. |
|  | Ėlektrogorsk (comune della Federazione Russa) |
|  | Frjanovo (comune della Federazione Russa) |
|  | Frjazino (comune della Federazione Russa) |
|  | Frjazino (comune della Federazione Russa) |
|  | Georgenthal (comune della Germania, in Turingia) |
|  | Georgia (Stato d'Europa, in uso 1918-1921 e 1991-2004) |
|  | Georgia (Stato d'Europa, in uso dal 1º ottobre 2004) |
|  | Giurgiu (comune della Romania) |
|  | Gößnitz (città della Germania, in Turingia) (DE) In Rot auf grünem Boden ein Reiter in stählerner Rüstung, es handelt sich dabei um den heiligen Georg, auf weissem Ross, einem grünen Drachen die Lanze in den Rachen stoßend. |
|  | Hattingen (città della Germania, in Renania Settentrionale-Vestfalia) (DE) In blau der auf rot gezäumtem silbernen Ross sprengende, silbern gerüstete und golden nimbierte heilige Georg, der die silberne Lanze dem grünen Lindwurm in den Rachen stößt. |
|  | Heide (città della Germania, nello Schleswig-Holstein) Di rosso, al san Giorgio d'argento, passante rivoltato, a capo scoperto, capelluto d'oro, con cintura e speroni dello stesso, in piedi sul ventre di un drago di quattro zampe d'argento, senza ali, allumato d'oro, con la lingua a freccia dello stesso, sdraiato sul dorso, il cui artiglio posteriore destro e la coda stringono la gamba del Santo nell'atto di conficcare una lancia d'oro nelle fauci del drago; il tutto accompagnato a destra da un'ancora rovesciata d'oro, anellata sopra e sotto, e a sinistra da una pianta di erica di cinque rami di verde, con le radici d'oro e fiorata di porpora. |
|  | Hentern (comune della Germania, in Renania-Palatinato) |
|  | Hône (comune della Regione autonoma della Valle d'Aosta, Italia) Di rosso al cavallo rivolto inalberato d'argento, unghiato al naturale, imbrigliato e sellato d'azzurro, montato da un cavaliere di carnagione, vestito d'oro e calzato di nero, atterrante con una lancia di nero guarnita d'argento un drago di verde posto nel cantone sinistro della punta; al capo partito: d'azzurro al mare d'argento e di verde accompagnato in capo da una stella d'oro; e di nero al ferro di cavallo infilzato da un chiodo posto in sbarra, il tutto d'argento, allo scudetto attraversante sul chiodo di rosso alla croce d'argento, coronato con la corona reale d'Italia. Ornamenti esteriori da Comune. Nastro partito con i colori dello Stato e della Regione |
|  | Hreljin (comune della Croazia) |
|  | Istra (comune della Federazione Russa, 1883) |
|  | Istra (comune della Federazione Russa) |
|  | Kam"janec'-Podil's'kyj (comune dell'Ucraina) |
|  | Katzenbach (comune della Germania, in Renania-Palatinato) |
|  | Kiev (oblast' dell'Ucraina) |
|  | Klin (comune della Federazione Russa, 1781) |
|  | Klin (comune della Federazione Russa, 1883) |
|  | Kolomna (distretto della Federazione Russa) |
|  | Krasnogorsk (comune della Federazione Russa) |
|  | Lissa (comune della Croazia) |
|  | Loška dolina (comune della Slovenia) |
|  | Mansfeld (città della Germania, in Sassonia-Anhalt) |
|  | Marijampolė (città della Lituania) |
|  | Meževskoj rajon (distretto della Federazione Russa) |
|  | Mezzano (comune della Provincia autonoma di Trento, in Trentino, Italia) Partito d'azzurro e d'argento: nel primo, alla caratteristica lontra del Primiero, d'argento; nel secondo, al San Giorgio nella sua iconografia, appiedato, armato d'oro, ornato da un mantello fiammeggiante di rosso, trafiggente il dragone di verde crestato di rosso. Ornamenti esteriori da Comune |
|  | Milicz (comune della Polonia) |
|  | Moncenisio (comune della Città metropolitana di Torino, in Piemonte, Italia) |
|  | Montegiorgio (comune della Provincia di Fermo, nelle Marche, Italia) D'azzurro, al San Giorgio rivoltato, il viso e le mani di carnagione, armato d'oro, elmo cimato da piume di rosso, con le mani afferranti la lancia d’argento, posta in banda, il Santo cavalcante il cavallo d'argento, rivoltato con finimenti neri, la lancia infilata nel ventre del drago di quattro zampe, di verde, rivoltato e semirovesciato con testa linguata e allumata di rosso, verso il Santo, con la ferita sanguinante, con la coda attorcigliata elicata posta a destra del cavallo che calpesta il drago con gli arti anteriori, il drago caricante la rupe d’oro movente dal fianco sinistro in sbarra ed estesa fino al fianco destro, fondata in punta il cavallo sostenuto dalla rupe e attraversante sulla catena, il tutto accompagnato dal monte all’italiana di sei colli, irregolari, centrale, posto in capo d'oro, cimato dalla crocetta greca di nero e accompagnato dalla fanciulla orante, con tunica rossa e mani e viso di carnagione, capelluta d'oro, inginocchiata sulla parete alta della rupe a sinistra. Sotto lo scudo su lista bifida di azzurro il motto: Montis Sanctae Mariae in Georgio in felix terra. |
|  | Governatorato di Mosca (ex Impero Russo) |
|  | Mosca (oblast' della Federazione Russa) |
|  | Mosca (oblast' della Federazione Russa) |
|  | Mosca (capitale e città federale della Federazione Russa) |
|  | Možajsk (comune della Federazione Russa) |
|  | Mussidan (comune della Francia) D'azzurro, al san Giorgio a cavallo atterrante un drago sdraiato, il tutto d'oro. |
|  | Mytišči (comune della Federazione Russa) |
|  | Naro-Fominsk (comune della Federazione Russa) |
|  | Nikitsk (comune della Federazione Russa) |
|  | Noginsk (comune della Federazione Russa, 1781) |
|  | Noginsk (comune della Federazione Russa, 1883) |
|  | Oriolo (comune della Provincia di Cosenza, in Calabria, Italia) D'azzurro, al San Giorgio di carnagione, vestito di tunica bianca, con corazza d'oro e clamide di rosso, abbottonata sulla spalla destra, con elmo d'oro ornato di piume dello stesso, con calighe d'oro; cavalcante il cavallo bianco impennato, bardato d'oro e di rosso; impugnante la lancia d'oro con impugnatura a croce, con cui ha trafitto le fauci, vomitanti fiamme di rosso, del drago di verde, con il collo legato dalla fune d'oro e con la testa posta in sbarra; il tutto accompagnato a destra dalla fanciulla di carnagione, con la mano destra alzata, vestita di tunica bianca e di sopravveste di porpora, orlate di oro, con il capo coperto dal velo di rosso avvolgente in vita la fanciulla e scendente fino ai piedi. Ornamenti esteriori da Comune |
|  | Ostróda (comune della Polonia) |
|  | Pago (comune della Croazia) |
|  | Palau (comune della Provincia di Sassari, in Sardegna, Italia) Troncato semipartito: nel primo, di azzurro, al san Giorgio di carnagione, con elmo di nero, piumato d'argento, con armatura di nero, munito di manto svolazzante di rosso, cavalcante il cavallo d'argento, gualdrappato di rosso, il santo tenente con la mano sinistra la lancia d'oro che trafigge le fauci del drago capovolto, di verde, con la testa rivoltata e alzata, vomitante fiamme di rosso, esso drago calpestato dalle zampe anteriore e posteriore sinistre del cavallo; nel secondo, di campo di cielo, al masso di granito detto Capo d'Orso, fondato in punta e movente dal fianco sinistro, d’oro, accompagnato a destra dallo specchio d'acqua, di azzurro, movente dal fianco destro, esso Capo d'Orso munito, tra punta e cantone sinistro della punta, del pertugio oblungo, che mostra altro piccolo specchio d'acqua, di azzurro; nel terzo, di argento, alla croce di rosso. Ornamenti esteriori da Comune. |
|  | Perfugas (comune della Provincia di Sassari, in Sardegna, Italia) D'azzurro, alla collina rocciosa, di rosso, fondata in punta e uscente dai fianchi, collina e campo attraversati dal San Giorgio, armato di tutto punto, d'argento, il viso e la mano destra visibile, di carnagione, con ampio mantello di rosso svolazzante a destra sull'azzurro, il Santo cavalcante il cavallo d'argento, allumato di rosso, attraversante, rivoltato, con gli arti anteriori sollevati, con i finimenti di nero, con il morso d'oro, sellato dello stesso, il Santo in atto di colpire con la lancia d'oro posta in banda le fauci del drago di quattro zampe, due visibili, di verde, rivoltato, con la testa alzata in banda, volta verso il Santo, allumata di rosso, con la coda avvolgente gli arti posteriori del cavallo, il tutto accompagnato dalla fanciulla in maestà, il viso e le mani di carnagione, capelluta di nero, vestita di verde, con il velo di rosso, posta nel canton sinistro del capo, sostenuta dalla collina. Ornamenti esteriori da Comune |
|  | Piovà Massaia (comune della Provincia di Asti, in Piemonte, Italia) D'azzurro, al San Giorgio, con il viso, la mano destra e la gamba destra visibili, di carnagione, vestito con la tunica di verde e la corazza di argento, calzato di cuoio al naturale, il capo coperto dall'elmo d'argento cimato da tre piume di rosso, il Santo cavalcante il cavallo rivoltato e con gli arti anteriori sollevati, di nero, allumato di rosso, imbrigliato dello stesso, il Santo in atto di colpire con la lancia d'argento posta in banda il drago di quattro zampe, alato, rivoltato, di verde, allumato di rosso, con la testa alzata in banda, vomitante fiamme di rosso, il tutto accompagnato nei cantoni del capo da due stelle di sei raggi, d'oro, una e una. Ornamenti esteriori da Comune. Sotto lo scudo, su lista bifida e svolazzante di azzurro, il motto, in lettere maiuscole di nero: CARDINALIS MASSAIA HONOS NOSTER |
|  | Pizzo (comune della Provincia di Vibo Valentia, in Calabria, Italia) Stemma che raffigura San Giorgio a cavallo che uccide un drago ed un castello a tre torri. |
|  | Podol'sk (comune della Federazione Russa, 1781) |
|  | Podol'sk (comune della Federazione Russa, 1883) |
|  | Podol'sk (comune della Federazione Russa) |
|  | Poljica (comune della Croazia) |
|  | Prienai (comune della Lituania) |
|  | Procuratore Generale della Russia (organo giudiziario della Federazione Russa) |
|  | Puškino (comune della Federazione Russa) |
|  | Puškino (comune della Federazione Russa) |
|  | Rambin (comune della Germania, nel Meclemburgo-Pomerania Anteriore) |
|  | Reggio di Calabria (comune della città metropolitana di Reggio Calabria, in Calabria, Italia) D'azzurro, al S. Giorgio in atto di ferire con la lancia il drago, sinistrato da una donzella genuflessa in manto e corona reale, sormontata da raggi di luce uscente dal capo, il tutto d'oro, con la scritta intorno allo scudo: Urbs Rhegina Nobilis Insignis Fidelissima Provinciae Prima Mater et Caput. |
|  | Rhêmes-Saint-Georges (comune della Regione autonoma della Valle d'Aosta, Italia) D'argento, al San Giorgio che trafigge un drago di verde, il tutto al naturale; al capo partito di rosso e di nero. Ornamenti esteriori da Comune. Nastro partito con i colori dello Stato e della Regione |
|  | Ridderkerk (comune dei Paesi Bassi) |
|  | Rhodt unter Rietburg (comune della Germania) Di rosso, al San Giorgio con armatura d'oro, trafiggente con una lancia dello stesso un drago di verde, posto ai suoi piedi, sdraiato a terra sul dorso. |
|  | Rogašovci (comune della Slovenia) |
|  | Ruschein (ex comune della Svizzera, nel Cantone dei Grigioni, ora nel comune di Ilanz/Glion) |
|  | Regno russo (Stato dell'Europa, in suo nel 1589) |
|  | Regno russo (Stato dell'Europa, in uso nel 1599) |
|  | Regno russo (Stato dell'Europa, in uso nel 1605) |
|  | Regno russo (Stato dell'Europa, in uso nel 1645) |
|  | Impero russo (Stato dell'Europa, in uso nel 1730) |
|  | Impero russo (Stato dell'Europa, in uso nel 1830) |
|  | Impero russo (Stato dell'Europa, in uso nel 1857) |
|  | Impero russo (Stato dell'Europa, in uso nel 1882) |
|  | Impero russo (Stato dell'Europa, in uso nel 1882) |
|  | Russia (Stato federale dell'Europa) |
|  | Forze Armate Russe (organo della Federazione Russa) |
|  | Ruza (comune della Federazione Russa, 1781) |
|  | Ruza (comune della Federazione Russa) |
|  | San Giorgio della Richinvelda (comune della ex Provincia di Pordenone, nel Friuli-Venezia Giulia, Italia) |
|  | San Giorgio di Nogaro (comune della ex Provincia di Udine, nel Friuli-Venezia Giulia, Italia) |
|  | San Giorgio in Bosco (comune della Provincia di Padova, in Veneto, Italia) Di rosso, al S. Giorgio a cavallo nell'atto di uccidere il drago, su terreno erboso, accompagnato nel canton destro del capo da un albero di quercia, sradicato, il tutto al naturale. Ornamenti esteriori da Comune. |
|  | San Giorgio di Lomellina (comune della Provincia di Pavia, in Lombardia, Italia) Di azzurro, al San Giorgio aureolato d'oro, con il viso e le mani di carnagione, con l'elmo di argento, con la tunica di verde e il manto di rosso, con gli stivali di cuoio al naturale, il Santo cavalcante il cavallo d'argento, rivoltato, con gli arti anteriori alzati, con i finimenti di rosso, il Santo afferrante con entrambe le mani la lancia di argento posta in banda conficcata nelle fauci di rosso del drago di quattro zampe, due visibili, di verde, allumato di rosso, posto in fascia, rivoltato, con la testa alzata in banda; il tutto sotto il capo d'oro, caricato dall'aquila di nero, allumata di rosso. Ornamenti esteriori da Comune D.P.R. del 3 marzo 2006 |
|  | San Giorgio Lucano (comune della Provincia di Matera, in Basilicata, Italia) |
|  | San Giorgio Monferrato (comune della Provincia di Alessandria, in Piemonte, Italia) D'azzurro, al S. Giorgio a cavallo, rivolto, in atto di trafiggere un drago sopra una pianura erbosa, il tutto al naturale. Ornamenti esteriori da Comune. |
|  | San Giorgio Morgeto (comune della città metropolitana di Reggio Calabria, in Calabria, Italia) San Giorgio armato di tutto punto di ferro al naturale, con il volto di carnagione, aureolato di azzurro, con il mantello di azzurro, cavalcante il cavallo bianco, sellato di rosso, rivoltato, calpestante con gli arti anteriori il drago di verde, di due zampe, rovesciato, rivoltato e colpito dalla lancia di ferro, posta in banda ed impugnata dalla mano destra del santo. Ornamenti esteriori da Comune. |
|  | San Giorgio di Pesaro (ex comune della Provincia di Pesaro-Urbino, nelle Marche, Italia, ora frazione e sede municipale del comune di Terre Roveresche, dal 1º gennaio 2017) D'oro, al San Giorgio armato di tutto punto di ferro al naturale, con la visiera dell'elmo alzata e con il volto di carnagione, aureolato di rosso, con il mantello svolazzante di azzurro, cavalcante il cavallo d'argento, rivoltato, calpestante con gli arti anteriori il drago di rosso, di due zampe, rovesciato, rivoltato e colpito dalla lancia di ferro al naturale, posta in banda ed impugnata dalla mano destra del santo. Ornamenti esteriori da Comune |
|  | San Giorgio Piacentino (comune della Provincia di Piacenza, in Emilia-Romagna, Italia) Di rosso, alla figura di San Giorgio a cavallo calpestante il drago, il tutto al naturale, sormontato in capo da una stella d'argento. Ornamenti esteriori da Comune |
|  | San Giorgio su Legnano (comune della Città metropolitana di Milano, in Lombardia, Italia) D'azzurro, al San Giorgio vestito da armatura d'argento, montato su cavallo bianco, che trafigge con la lancia un drago di rosso, riverso sulla campagna di verde; alla scritta “SOTERA” in oro, posta in capo a destra. Ornamenti esteriori da Comune |
|  | San Giorio di Susa (comune della Città metropolitana di Torino, in Piemonte, Italia) D'oro, al San Giorgio armato di tutto punto con mantello svolazzante d'azzurro, impugnante con la destra una lancia d'argento, in sella ad un cavallo bianco, inalberato, rivoltato, gualdrappato di rosso, calpestante un drago rovesciato di verde, linguato e illuminato di rosso, trafitto nelle fauci dalla lancia d'argento. Ornamenti esteriori da Comune |
|  | Sankt Georgen (Freiburg) (comune della Germania) |
|  | São Jorge de Arroios (quartiere di Lisbona, comune del Portogallo) |
|  | Šatura (comune della Russia) |
|  | Schlans (comune della Svizzera, nel Cantone dei Grigioni) |
|  | Schwarzenberg/Erzgeb. (Erzgebirge) (Grande città circondariale della Germania, in Sassonia) |
|  | Segna (comune della Croazia) |
|  | Šenčur (comune della Slovenia) |
|  | Šentjur (comune della Slovenia) |
|  | Sergiev Posad (comune della Russia) |
|  | Serpuchov (comune della Russia nel 1883) |
|  | Serpuchov (comune della Russia) |
|  | Serpuchov (comune della Russia) |
|  | Sini (comune della provincia di Oristano) D'oro, al vetusto olivo di verde, fustato al naturale, nodrito nel rilievo centrale dell'alta collina di tre rilievi tondeggianti, fondata in punta e uscente dai fianchi, di verde, essa collina caricata dal San Giorgio, posto a sinistra, armato di acciaio al naturale, aureolato d'oro, capelluto di nero, il viso e le mani di carnagione, con il manto svolazzante di rosso, cavalcante il cavallo d'argento, bardato di rosso, con gli arti anteriori alzati, il Santo afferrante con entrambe le mani la lancia di rosso, posta in sbarra abbassata, conficcata nel collo del drago d'oro, allumato e linguato di rosso, posto in punta a destra, con la testa rivolta. D.P.R. del 6 aprile 2005 |
|  | Sottrum (comune della Germania) |
|  | St. Georgen im Schwarzwald (comune della Germania) |
|  | Stein am Rhein (comune della Svizzera) |
|  | Suceava (comune della Romania) |
|  | Sveti Jurij ob Ščavnici (comune della Slovenia) |
|  | Taldom (comune della Russia) |
|  | Tersatto (comune della Croazia) |
|  | Torre San Giorgio D'argento, al filetto in banda d'azzurro, accostato nel cantone sinistro del capo da una torre di rosso, merlata alla guelfa e in quello destro della punta dal San Giorgio armato, al naturale, piumato di rosso, sul cavallo nero, sellato di rosso, che trafigge con una lancia, impugnata con la mano sinistra, un drago di verde. Ornamenti esteriori da Comune |
|  | Trzciel (comune della Polonia) |
|  | Varniai (comune della Lituania) |
|  | Varzo (comune della provincia del Verbano Cusio Ossola) |
|  | Venegono Superiore (comune della provincia di Varese) di oro alla figura di San Giorgio atterrante il drago, galoppante sulla pianura, accompagnata, a sinistra, da un tralcio di vite coi pampini e due grappoli, il tutto al naturale; il San Giorgio rivoltato, il tralcio uscente in banda dal lembo sinistro dello scudo |
|  | Vereja (comune della Russia) |
|  | Vienna - Donaustadt (quartiere di Vienna, città dell'Austria) |
|  | Vienna - Döbling (quartiere di Vienna, città dell'Austria) |
|  | Vienna - Kagran (quartiere di Vienna, città dell'Austria) |
|  | Vienna - Kahlenbergerdorf (quartiere di Vienna, città dell'Austria) |
|  | Volodymyr (comune dell'Ucraina) |
|  | Volokolamsk (comune della Russia nel 1781) |
|  | Volokolamsk (comune della Russia) |
|  | Voschod (comune della Russia) |
|  | Waltensburg/Vuorz (comune della Svizzera) |
|  | Zvenigorod (comune della Russia) |